# Brycon pesu
Brycon pesu är en fiskart som beskrevs av Müller och Troschel, 1845. Brycon pesu ingår i släktet Brycon och familjen Characidae. Inga underarter finns listade.